# Fossielvrij NL
Fossielvrij NL is een Nederlands initiatief met het doel de macht van de fossiele industrie (olie-, kolen- en gasbedrijven)  te doorbreken. Fossielvrij NL omschrijft zichzelf als burgerbeweging. De beweging richt zich op publieke instellingen, zoals pensioenfondsen, musea en universiteiten, die banden hebben met bedrijven als Shell en Exxon, en voert campagnes om die banden te doorbreken. Daarmee zou er volgens Fossielvrij NL ruimte komen voor een snellere energietransitie.
Fossielvrij NL is de Nederlandse tak van internationale organisatie 350.org. Liset Meddens en anderen hebben Fossielvrij NL eind 2013 opgericht.
Na zeven jaar campagnevoeren lukte het Fossielvrij NL in 2021 om ambtenarenpensioenfonds ABP ertoe te bewegen om te stoppen met investeren in fossiele brandstofbedrijven. De actie ABP Fossielvrij stond in 2021 bovenaan in de Trouw Duurzame 100 wegens het combineren van "drie ogenschijnlijk saaie onderwerpen (pensioenen, CO2-uitstoot en beleggen) tot één bruisende, landelijke reddingsactie voor het klimaat".
Fossielvrij NL won in maart 2024 een greenwashing-rechtszaak van KLM. De groene claims van de luchtvaartmaatschappij over onder andere CO2-compensatie en alternatieve brandstoffen werden door de rechter onrechtmatig en misleidend bevonden.  Het is de eerste greenwashing-rechtszaak tegen de luchtvaart wereldwijd. Ook is Fossielvrij NL een van de mede-eisers in de klimaatzaak tegen Shell.

## Externe bronnen
- Eigen website Fossielvrij NL